# Issam Jemâa
  Issam Jemâa  (àrab: عصام جمعة)  (Gabès, 28 de gener de 1984) és un futbolista tunisià de la dècada de 2010.
Fou internacional amb la selecció de Tunisia.
Pel que fa a clubs, destacà a RC Lens.